# Specie di Euphrasia
Elenco delle specie di Euphrasia:

## A
- Euphrasia adenocaulon Juz., 1955

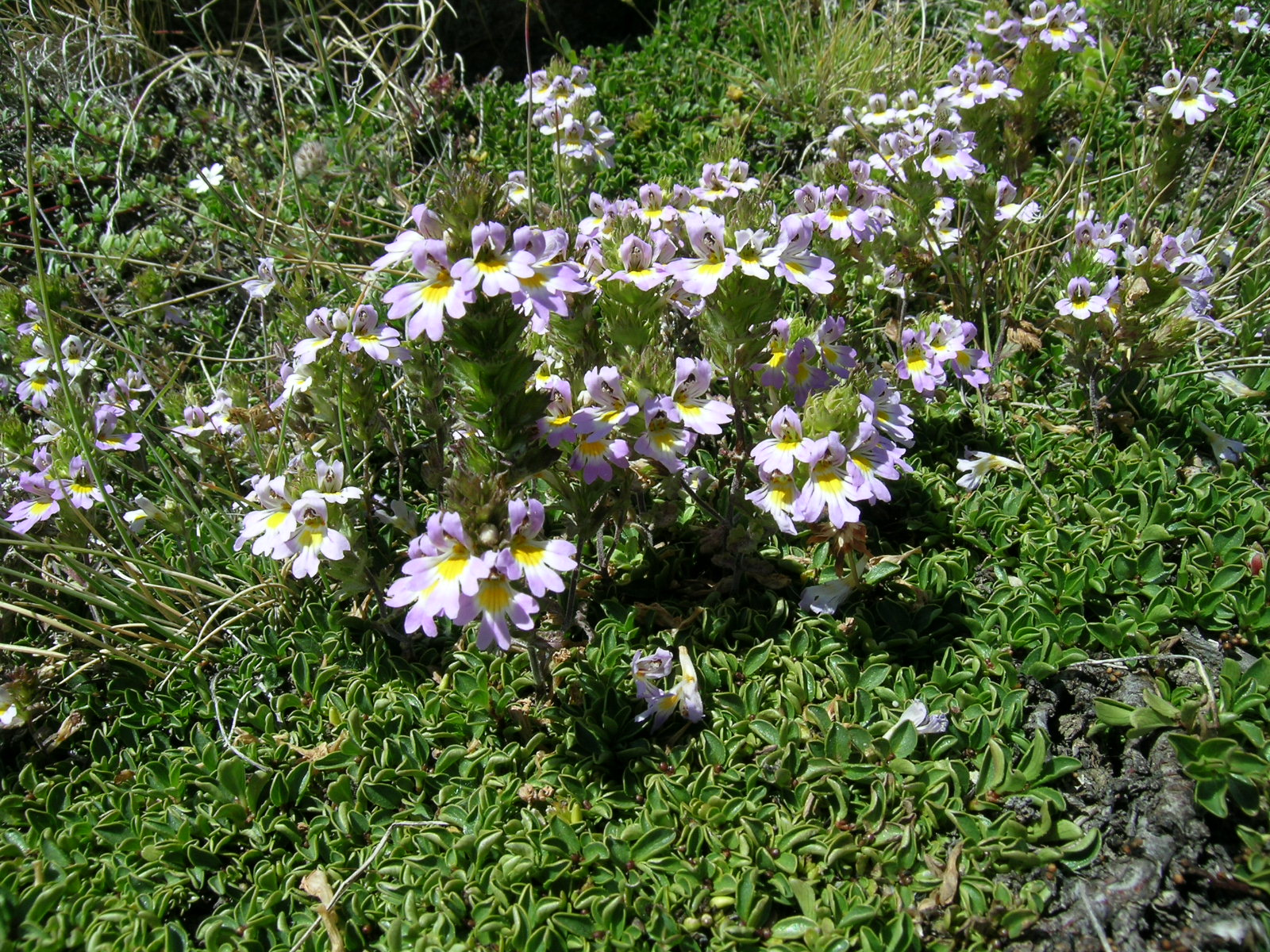
Euphrasia alpina

- Euphrasia adenonota I.M.Johnst., 1929
- Euphrasia ajanensis Vorosch., 1972
- Euphrasia alba Pennell, 1943
- Euphrasia alpina Lam., 1786
- Euphrasia alsa F.Muell., 1855
- Euphrasia altaica Serg., 1935
- Euphrasia amblyodonta Juz., 1923
- Euphrasia amphisysepala W.R.Barker, 1987
- Euphrasia amurensis Freyn, 1902
- Euphrasia andicola Benth., 1846
- Euphrasia anglica Pugsley, 1929
- Euphrasia antarctica Benth., 1846
- Euphrasia arctica Lange ex Rostrup, 1870
- Euphrasia arguta R.Br., 1810
- Euphrasia aristulata Pennell, 1943
- Euphrasia atropurpurea (Rostr.) Ostenf., 1901
- Euphrasia aurea F.Phil. ex Phil., 1895
- Euphrasia australis Perrie, 1911
- Euphrasia azorica H.C.Watson, 1844

## B
- Euphrasia bajankolica Juz., 1955
- Euphrasia bakurianica Juz., 1955
- Euphrasia bella S.T.Blake, 1945
- Euphrasia bhutanica Pugsley, 1936
- Euphrasia bicknellii Wettst., 1896
- Euphrasia borneensis Stapf, 1894
- Euphrasia bottnica Kihlm., 1896
- Euphrasia bowdeniae W.R.Barker, 1982
- Euphrasia brevilabris Y.F. Wang, Y.S. Lian & G.Z. Du, 2007
- Euphrasia brevipila Burn. & Gremli

## C
- Euphrasia caespitosa Phil., 1895
- Euphrasia calida Yeo, 1971
- Euphrasia callosa Pennell, 1943
- Euphrasia cambrica Pugsley, 1929
- Euphrasia campbellae Pugsley, 1940
- Euphrasia caudata (Willis) W.R.Barker, 1982
- Euphrasia celebica P.Royen, 1971
- Euphrasia ceramensis P.Royen, 1971
- Euphrasia cheesemanii Wettst., 1900
- Euphrasia chitrovoi Tzvelev, 1980
- Euphrasia chrysantha Phil., 1861
- Euphrasia chumbica R.R.Mill, 2000
- Euphrasia ciliolata W.R.Barker, 1982
- Euphrasia cisalpina Pugsley, 1932
- Euphrasia cockayniana Petrie, 1894
- Euphrasia coerulea Tausch, 1834
- Euphrasia collina R.Br., 1810
- Euphrasia confusa Pugsley, 1919
- Euphrasia coreana W.Becker, 1921
- Euphrasia coreanalpina Nakai ex Kimura, 1941
- Euphrasia crassiuscula Gand., 1919
- Euphrasia cucullata Pennell, 1943
- Euphrasia culminicola Wernham, 1916
- Euphrasia cuneata G.Forst., 1786
- Euphrasia curviflora Pennell, 1943
- Euphrasia cuspidata Host, 1831
- Euphrasia cyclophylla Juz., 1955

## D
- Euphrasia daghestanica Juz., 1955
- Euphrasia davidssonii Pugsley, 1933
- Euphrasia debilis Wettst., 1896
- Euphrasia densiflora Pennell, 1943
- Euphrasia dinarica (Beck) Murb., 1891
- Euphrasia disjuncta Fernald & Wiegand, 1915
- Euphrasia disperma Hook.f., 1879
- Euphrasia drosocalyx Freyn, 1894
- Euphrasia drosophylla Juz., 1955
- Euphrasia drucei Ashwin, 1961
- Euphrasia dunensis Wiinst., 1935
- Euphrasia dyeri Wettst., 1896

## E
- Euphrasia eichleri W.R.Barker, 1982
- Euphrasia eurycarpa Pugsley, 1945

## F
- Euphrasia fangii H.L.Li, 1943
- Euphrasia fedtschenkoana Wettst. ex Juz., 1955
- Euphrasia flabellata Pennell, 1943
- Euphrasia flava Poir., 1789
- Euphrasia flavescens Phil. ex Wettst., 1896
- Euphrasia flavicans Phil., 1895
- Euphrasia foliosa Pennell, 1943
- Euphrasia formosissima Skottsb., 1922
- Euphrasia forrestii H.L.Li, 1953
- Euphrasia foulaensis F.Towns. ex Wettst., 1896
- Euphrasia fragosa W.R.Barker, 1996
- Euphrasia frigida Pugsley, 1930

## G
- Euphrasia gibbsiae Du Rietz, 1948
- Euphrasia glandulosodentata Riedl, 1962
- Euphrasia grandiflora Hochst., 1840
- Euphrasia grossheimii Kem.-Nath., 1956

## H
- Euphrasia hachijoensis Nakai
- Euphrasia heslop-harrisonii Pugsley, 1945
- Euphrasia himalayica Wettst., 1896
- Euphrasia hirtella Jord. ex Reut., 1855
- Euphrasia hookeri Wettst., 1896
- Euphrasia hudsoniana Fernald & Wiegand, 1915
- Euphrasia humifusa Pennell, 1943
- Euphrasia hyperborea Jörg., 1919

## I
- Euphrasia iinumae Takeda, 1910
- Euphrasia illyrica Wettst., 1893
- Euphrasia imbricans Vodop., 1977
- Euphrasia incisa Pennell, 1943
- Euphrasia inopinata Ehrend. & Vitek, 1984
- Euphrasia insignis Wettst., 1896
- Euphrasia integrifolia Petrie, 1915
- Euphrasia integriloba J.J.Dmitriev & N.I.Rubtzov, 1964
- Euphrasia intricata Phil.
- Euphrasia iranica O.Schwarz & Bornm., 1937

## J
- Euphrasia jacutica Juz., 1955
- Euphrasia jaeschkei Wettst., 1896
- Euphrasia juzepczukii Denissova, 1950

## K
- Euphrasia karataviensis Govor., 1964
- Euphrasia kashmiriana Pugsley, 1936
- Euphrasia kemulariae Juz., 1955
- Euphrasia kingdon-wardii Pugsley, 1936
- Euphrasia kisoalpina Hid.Takah. & Ohba, 1982
- Euphrasia kjellbergii Du Rietz, 1932
- Euphrasia krassnovii Juz., 1955
- Euphrasia kurramensis Pennell, 1943

## L
- Euphrasia laingii Petrie, 1912
- Euphrasia lamii Diels, 1932
- Euphrasia lasianthera W.R.Barker, 1982
- Euphrasia laxa Pennell, 1943
- Euphrasia lebardensis Kem.-Nath., 1956
- Euphrasia liburnica Wettst., 1894

## M
- Euphrasia macrocalyx Juz., 1955

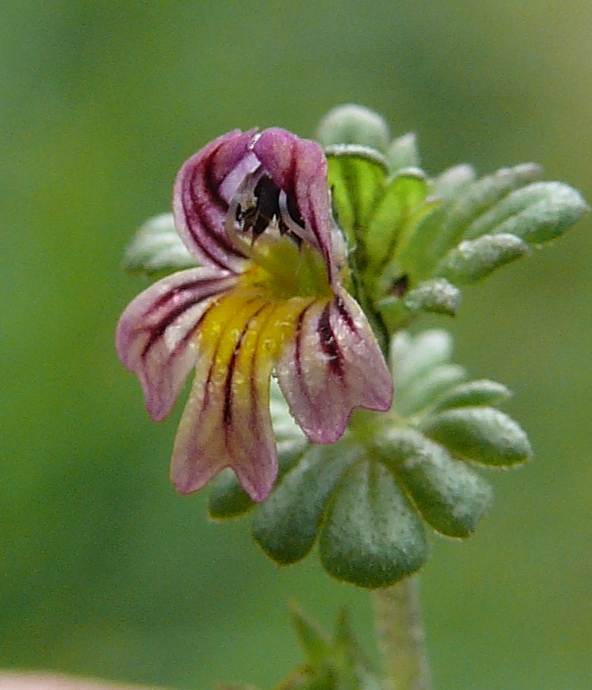
Euphrasia minima

- Euphrasia macrodonta Juz. ex Ganesch., 1949
- Euphrasia marchesettii Wettst. ex Marches., 1897
- Euphrasia marshallii Pugsley, 1929
- Euphrasia matsumurae Nakai, 1912
- Euphrasia maximowiczii Wettst. ex Pubalin, 1895
- Euphrasia meiantha Clos, 1849
- Euphrasia melanosticta R.R.Mill, 2000
- Euphrasia mendoncae Samp., 1937
- Euphrasia merrillii Du Rietz, 1932
- Euphrasia micrantha Rchb., 1831
- Euphrasia microcarpa Pennell, 1943
- Euphrasia microphylla Koidz., 1933
- Euphrasia minima Jacq. ex DC., 1805
- Euphrasia mirabilis Pennell, 1936
- Euphrasia mollis (Ledeb.) Wettst., 1896
- Euphrasia monroi Hook.f., 1864
- Euphrasia mucronulata Nakai ex Kimura, 1941
- Euphrasia multiflora Pennell, 1943
- Euphrasia multifolia Wettst., 1896
- Euphrasia muscosa Phil., 1873

## N

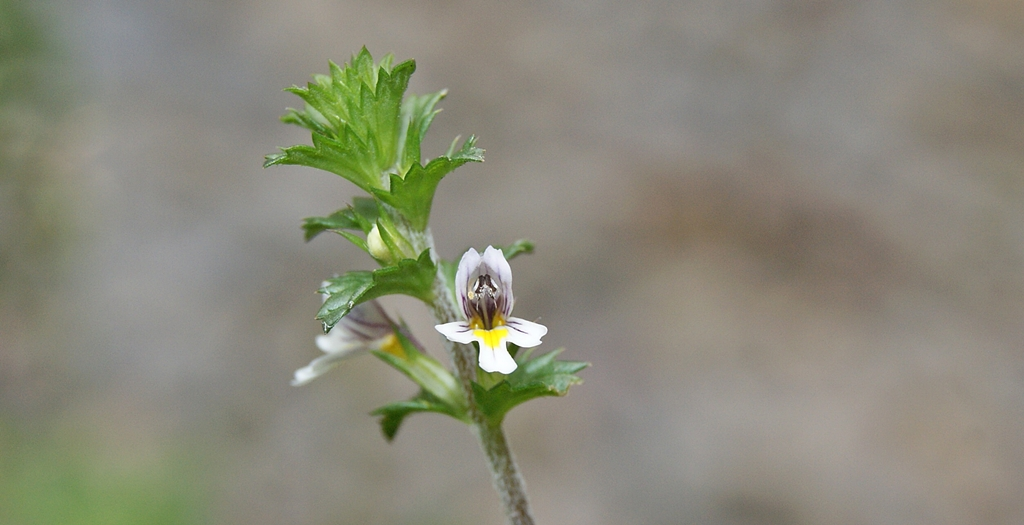
Euphrasia nemorosa

- Euphrasia nankotaizanensis Yamam., 1930
- Euphrasia nemorosa (Pers.) Wallr., 1815
- Euphrasia nepalensis Pugsley, 1936
- Euphrasia nuristanica Rech.f., 1959

## O
- Euphrasia oakesii Wettst., 1896
- Euphrasia onegensis Cajand., 1935
- Euphrasia orthocheila W.R.Barker, 1982
- Euphrasia ossica Juz. ex Ganesch., 1949
- Euphrasia ostenfeldii (Pugsley) Yeo, 1971

## P
- Euphrasia paghmanensis Rech.f., 1959
- Euphrasia papuana Schltr., 1924
- Euphrasia parviflora Schag.
- Euphrasia pectinata Ten., 1811
- Euphrasia peduncularis Juz., 1955
- Euphrasia perpusilla Phil., 1857
- Euphrasia petiolaris Wettst., 1896
- Euphrasia petriei Ashwin, 1961
- Euphrasia philippii Wettst., 1893
- Euphrasia philippinensis Du Rietz, 1932
- Euphrasia phragmostoma W.R.Barker, 1982
- Euphrasia picta Wimm., 1857
- Euphrasia pinifolia Poir., 1789
- Euphrasia platyphylla Pennell, 1943
- Euphrasia portae Wettst., 1893
- Euphrasia pseudokemeri Pugsley, 1929
- Euphrasia pseudomollis Juz., 1955
- Euphrasia pseudopaucifolia T.Siddiqui & Qaiser, 1989
- Euphrasia pubescens Benth., 1846
- Euphrasia pubigera Koidz., 1923
- Euphrasia putoranica Vodop.

## R

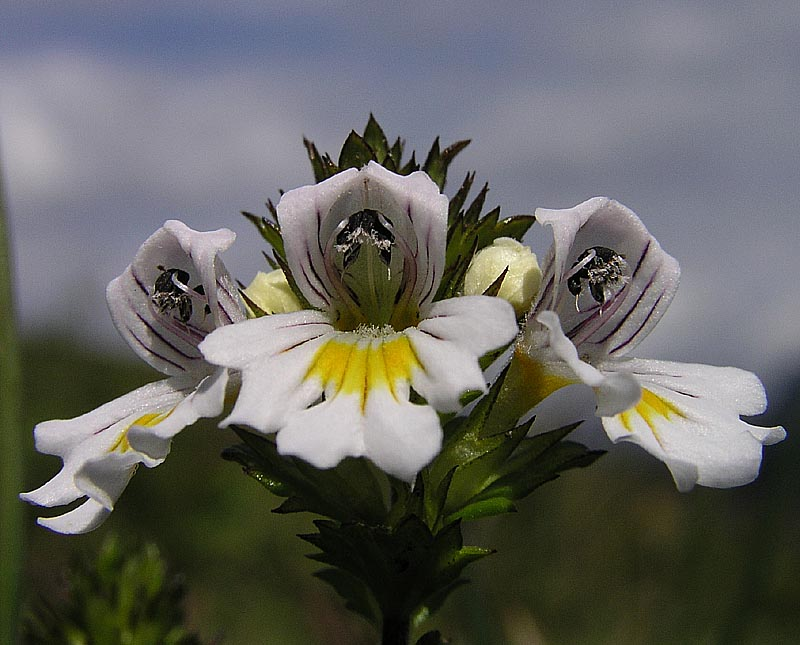
Euphrasia rostkoviana

- Euphrasia ramulosa W.R.Barker, 1982
- Euphrasia randii B.L.Rob., 1901
- Euphrasia rectiflora Pennell, 1943
- Euphrasia regelii Wettst., 1896
- Euphrasia remota Pennell, 1943
- Euphrasia repens Hook.f., 1853
- Euphrasia retroticha Nakai ex Yamaz., 1963
- Euphrasia revoluta Hook.f., 1853
- Euphrasia rhumica Pugsley, 1945
- Euphrasia rivularis Pugsley, 1929
- Euphrasia rockii H.L.Li, 1953
- Euphrasia rostkoviana Hayne, 1825
- Euphrasia rotundifolia Pugsley, 1929
- Euphrasia ruptura W.R.Barker, 1997

## S

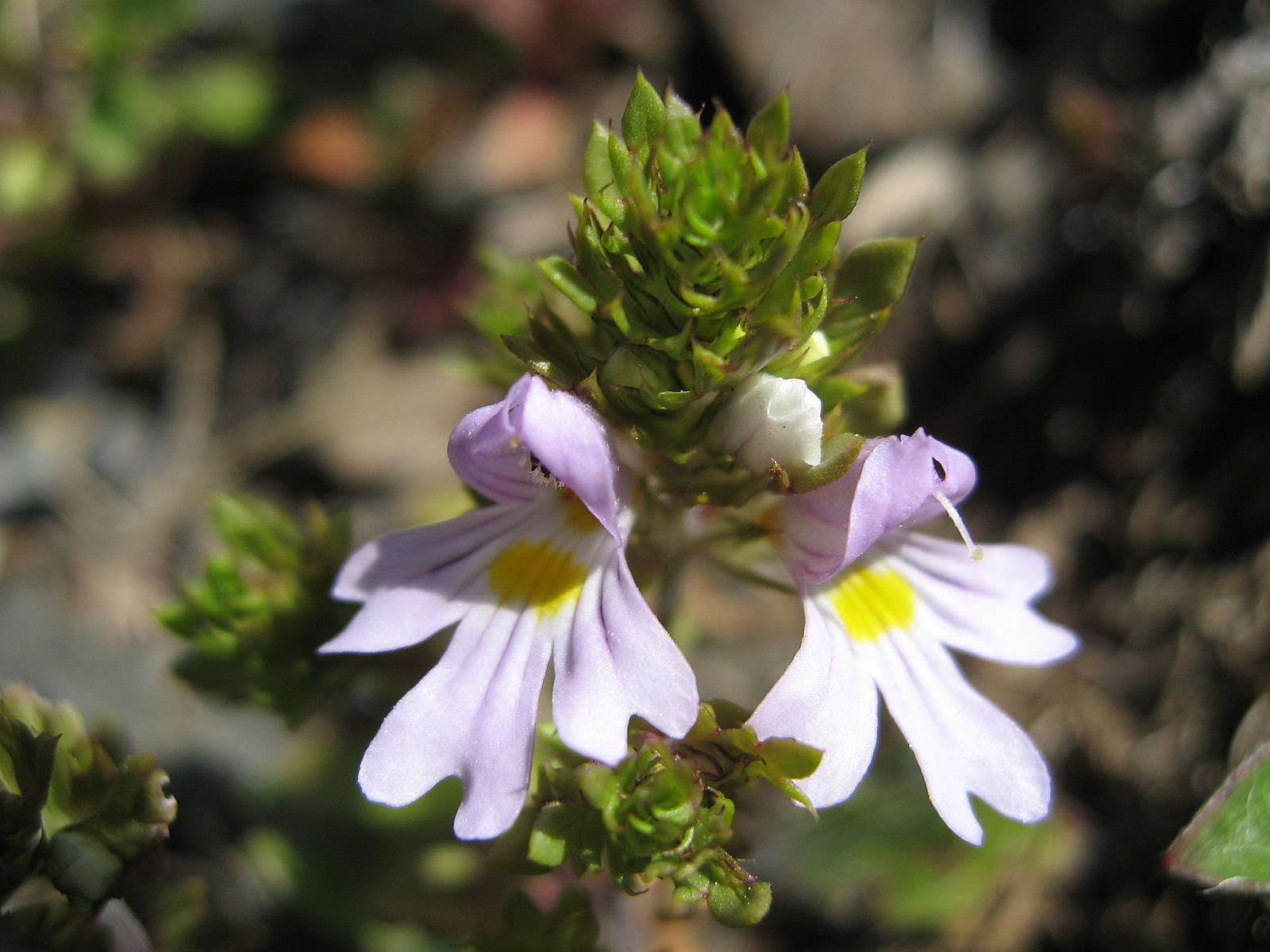
Euphrasia salisburgensis

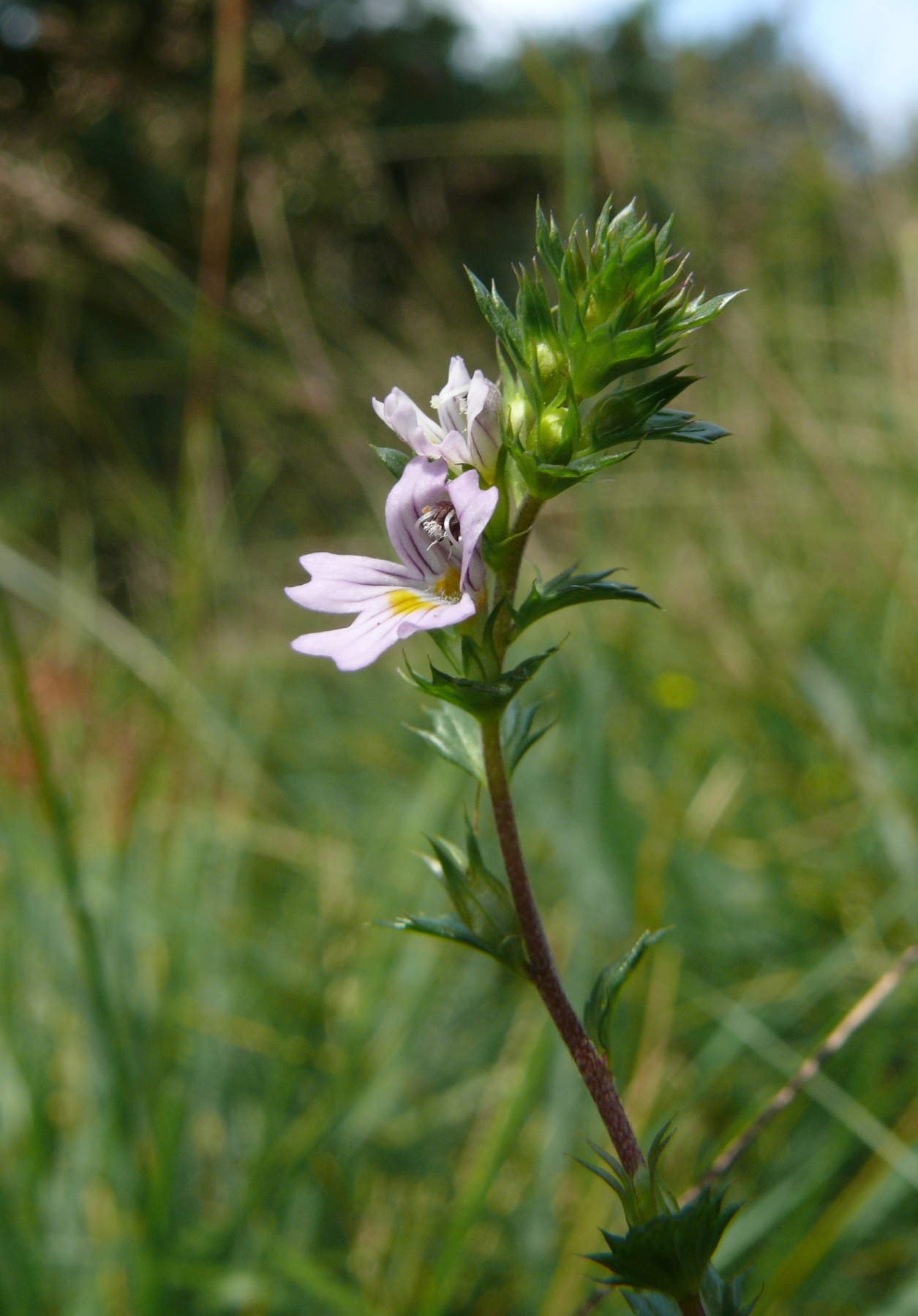
Euphrasia stricta

- Euphrasia salisburgensis Funk ex Hoppe, 1794
- Euphrasia scabra R.Br., 1810
- Euphrasia schischkinii Serg., 1935
- Euphrasia schlagintweitii Wettst., 1896
- Euphrasia schugnanica Juz., 1955
- Euphrasia scottica Wettst., 1896
- Euphrasia scutellarioides Wernham, 1916
- Euphrasia secundiflora Pennell, 1943
- Euphrasia semipicta W.R.Barker, 1982
- Euphrasia setulosa Pugsley, 1936
- Euphrasia sevanensis Juz., 1955
- Euphrasia sibirica Serg., 1935
- Euphrasia simplex D.Don, 1825
- Euphrasia sinuata Vitek & Ehrend., 1984
- Euphrasia sosnowskyi Kem.-Nath., 1956
- Euphrasia spatulifolia Pennell, 1943
- Euphrasia spectabilis Phil., 1861
- Euphrasia striata R.Br., 1810
- Euphrasia stricta D.Wolff ex J.F.Lehm., 1809
- Euphrasia subarctica Raup, 1934
- Euphrasia subexserta Benth., 1846
- Euphrasia suborbicularis Y.Sell & Yeo, 1962
- Euphrasia svanica Kem.-Nath., 1956
- Euphrasia syreitschikovii Govor., 1929

## T
- Euphrasia tarokoana Ohzoi, 1933
- Euphrasia taurica Ganesch., 1949

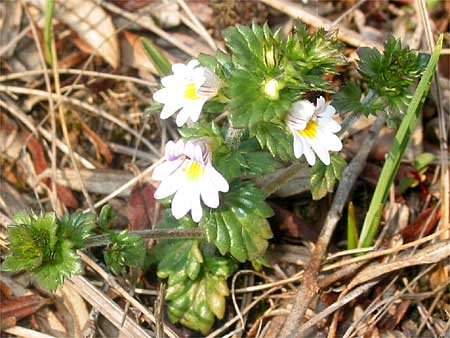
Euphrasia tetraquetra

- Euphrasia tetraquetra (Bréb.) Arrond., 1862
- Euphrasia tirolensis Pugsley, 1936
- Euphrasia townsonii Petrie, 1912
- Euphrasia transmorrisonensis Hayata, 1915
- Euphrasia tranzschelii Juz., 1955
- Euphrasia tricuspidata L., 1753
- Euphrasia trifida Poepp. ex Benth., 1846

## U
- Euphrasia ussuriensis Juz., 1955

## V
- Euphrasia vernalis List, 1902
- Euphrasia vigursii Davey, 1907
- Euphrasia villaricensis Phil., 1895
- Euphrasia vinacea Y.Sell & Yeo, 1962

## W
- Euphrasia wettsteinii G.L.Gusarova, 2005
- Euphrasia willkommii Freyn, 1884
- Euphrasia woronowii Juz., 1955

## Y
- Euphrasia yabeana Nakai, 1912
- Euphrasia yezoensis H.Hara, 1936

## Z
- Euphrasia zelandica Wettst., 1896